# Hières-sur-Amby
Hières-sur-Amby – miejscowość i gmina we Francji, w regionie Owernia-Rodan-Alpy, w departamencie Isère.
Według danych na rok 1990 gminę zamieszkiwało 925 osób, a gęstość zaludnienia wynosiła 106 osób/km² (wśród 2880 gmin regionu Rodan-Alpy Hières-sur-Amby plasuje się na 822. miejscu pod względem liczby ludności, natomiast pod względem powierzchni na miejscu 1225.).